# Propionispora hippei
Propionispora hippei è una specie di batterio appartenente alla famiglia delle Acidaminococcaceae.